# Christof Stählin
Christof Stählin (né le 18 juin 1942 à Rothenburg ob der Tauber, et mort le 9 septembre 2015 à Hechingen) est un écrivain, chansonnier et cabarettiste allemand.
Christof Stählin a grandi en Moyenne-Franconie et à Munich. Il a étudié à Marburg, Bonn et Tübingen (science comparative des religions, ethnologie et sociologie).
Il a fondé en 1989 la Friedberger Akademie für Poesie und Musik - SAGO.